# Tamatam
Tamatam är en ö i Mikronesiska federationen.   Den ligger i kommunen Tamatam Municipality och delstaten Chuuk, i den västra delen av landet, 1 000 km väster om huvudstaden Palikir. Arean är 1,0 kvadratkilometer.
Terrängen på Tamatam är mycket platt. Öns högsta punkt är 17 meter över havet. Den sträcker sig 0,5 kilometer i nord-sydlig riktning, och 1,3 kilometer i öst-västlig riktning.
Följande samhällen finns på Tamatam:
- Tamatam Village